# 区域
| ウィキペディアには「区域」という見出しの百科事典記事はありません（タイトルに「区域」を含むページの一覧/「区域」で始まるページの一覧）。 代わりにウィクショナリーのページ「区域」が役に立つかもしれません。 |